# SC Neuenheim
Der Sportclub Neuenheim 1902 (SCN) ist ein Rugbyverein aus dem Heidelberger Stadtteil Neuenheim. Nach vereinseigenen Angaben gilt der SC Neuenheim als mitgliedstärkster Rugbyverein in Deutschland. Zudem kann sich der Verein mit mehreren deutschen Meistertiteln, auch aus jüngerer Zeit schmücken.

## Vereinsgeschichte
Der Sportclub Neuenheim wurde 1902 gegründet. Durch Edward Hill Ullrich wurde die Sportart erstmals bekannt in Heidelberg. 1860 begann er seine Schüler am Heidelberg College mit der Sportart vertraut zu machen. In seinem Stammlokal „Gambrinus“ war der Pädagoge und spätere Vorsitzende des Deutschen Rugby-Fußball-Verbandes (DRFV) gelegentlich anzutreffen. Dort trug er sein Wissen und seine Begeisterung für die Sportart einigen jungen Herren zu. Elf Neuenheimer ergriffen sodann die Initiative, sammelten 12 Mark für ein erstes, ledernes Rugbyei und gründeten den SCN. Die Gründung erfolgte ursprünglich als Fußballclub Neuenheim, weil Rugby in seinen Anfängen als eine Variante des Fußballs (mit Aufnehmen der Hand) galt.
Durch die stetig anwachsende Beliebtheit des Vereins wurden schnell weitere Mitglieder gefunden, die den Verein befähigten, eine komplette Mannschaft aufzustellen. Das provisorische Trainingsfeld des Neckarvorlandes wurde gegen ein professionelleres eingetauscht, das dem immer weiter wachsenden Verein zur Verfügung gestellt wurde. Die erste Generalversammlung fand am 1. Januar 1903 statt. Aus ihr gingen Hans Helmstädter, als erster und Jakob Ehbrecht als zweiter Vorsitzender hervor. Konrad Voth hielt den Posten des Schriftführers inne, Karl Lenz wurde das Amt des Rechners zuteil und Zeugwart  wurde Fritz Knapp. Man einigte sich auf einen Monatsbeitrag von 40 Pfennigen und die bis heute bestehenden Vereinsfarben.
Im Zuge der nächsten Generalversammlung wurden weitere bedeutende Schritte für den Fortbestand und die Expansion des Vereins beschlossen. Auf der Agenda standen Themen wie Sportbekleidung, Liederbücher, Ausflüge oder Weihnachtsfeiern. Die erste namentlich erwähnte FCN-Mannschaft trat mit acht Stürmern, zwei Halbspielern, vier Dreivierteln und dem Schlussmann an. Als überragender Spieler wurde Ludwig Treiber erwähnt. Aufgrund des örtlichen Zuschauerinteresses wurde 1905 jemand angestellt, der sich um den Kartenverkauf kümmerte. Innerhalb einer Zeitspanne von drei Jahren hatte sich der neu gegründete Verein in der Stadt etabliert und war den Heidelbergern ein Begriff geworden.
1923 wurde der Vereinsname in Sportclub Neuenheim geändert, da der Name Fußballklub – nach der Trennung von Fußball und Rugby – nun nicht mehr geeignet erschien. Der Name des Stadtteils Neuenheim wurde hervorgehoben, weil in der schon damaligen Rugbyhochburg Heidelberg, auf dem Boden Neuenheims der Rugbysport eine Hauptpflegestätte fand. Zudem gehörten dem Verein seit der Gründung zahlreiche alteingesessene Bürger Neuenheims an, bspw. Baumgärtner, Bender, Ehhalt, Frauenfeld, Heiler, Heuser, Heiß, Karch, Koch, Konold, Kohlweiler, Langer, Lenz, Treiber, Überle, Vogel, Voth, Weber und andere mehr.

## Mitglieder und Aktive
Unter den 122 Vereinen des Deutschen Rugby-Verbandes zählt der SCN zu den mitgliedsstärksten Vereinen, mit aktuell 576 Mitgliedern, davon 447 männliche und 129 weibliche Vereinsangehörige. Eine erhebliche Mitgliederzahl geht dabei vor allem auf den hohen Anteil an Kindern und Jugendlichen unter 18 Jahren zurück (Stand 2013).
Bereits im frühen Kindesalter wird die Jugend gefördert und an die Sportart herangeführt. Es besteht eine nahtlose Anschlussmöglichkeit an die Jugend- bzw. Juniorenmannschaften. Neben den Herrenmannschaften bestehen ebenso Damenmannschaften und auch für Ältere die Möglichkeit weiter zu trainieren und bis ins hohe Alter zu spielen.

## Kooperationen, Partnerschaften und Sponsoren
Der Verein pflegt zahlreiche Kooperationen und Partnerschaften mit Schulen oder anderen pädagogischen Einrichtungen. Als solche sind sie vom Badischen Sportbund anerkannt und werden entsprechend mit Landesmitteln gefördert. Hierbei handelt es sich beispielsweise um herkömmliche Sport-AG‘s in Gymnasien oder Realschulen oder auch um soziale Projekte, die die Integration ausländischer oder lernbehinderter junger Menschen fördert.
Der Verein lebt zum einen von der finanziellen Unterstützung langjähriger Partner, die bspw. Werbung schalten, von örtlich ansässigen Sporthäusern, die Trikots oder Bälle spenden und vom vereinseigenen „Förderverein Rugby in Neuenheim e. V.“, der am 15. Oktober 2001 gegründet wurde. Derzeit sind damit die Einnahmen aus Fremdmitteln höher, als die Einnahmen aus Eigenmitteln. Zudem wird der Verein von Zuschüssen aus der öffentlichen Hand, vom Badischen Sportbund und vom Sportkreis Heidelberg unterstützt.

## Medien
Halbjährlich erscheint das Vereinsmagazin „Drop“ jeweils zum Beginn der Vor- und Rückrunde. Zusätzlich ist das vereinsinterne Kamerateam sowohl bei den Heim- als auch bei den Rückspielen vor Ort, um wichtige Informationen, im Nachgang in komprimierter Form, aufzubereiten und anschließend an alle Interessenten des Vereins heranzutragen. Zu aktuellen Anlässen gibt es häufig auch themenspezifische Flyer oder Plakate.

## Erfolge
Deutscher Meister
- 1912: 13:6 gegen FV 1897 Hannover in Heidelberg
- 1921: 11:0 gegen Hawa-Alexandria Hannover in Frankfurt
- 1924: 8:3 gegen TSV Victoria Linden in Hannover
- 1949: 11:0 gegen SC Germania List in Heidelberg
- 1966: 9:3 gegen DSV 1878 Hannover in Heidelberg
- 1967: 11:9 gegen TSV Victoria Linden in Berlin
- 1995: 14:13 gegen TSV Victoria Linden in Hürth
- 2003: 18:9 gegen DRC Hannover in Hannover
- 2004: 23:18 gegen DRC Hannover in Heidelberg

Deutscher Vizemeister
- 1903: 3:8 gegen SC Frankfurt 1880 in Hannover
- 1923: 3:6 gegen FC Schwalbe Hannover in Heidelberg
- 1936: 0:11 gegen FC Schwalbe Hannover in Frankfurt/Main
- 1939: 0:16 gegen Verein für Volkssport Hannover in Hannover
- 1950: 0:6 gegen SV 08 Ricklingen in Hannover
- 1951: 9:18 gegen TSV Victoria Linden in Berlin
- 1954: 3:23 gegen TSV Victoria Linden in Hamburg
- 1958: 0:21 gegen TSV Victoria Linden in Frankfurt/Main
- 1961: 0:5 gegen SV Odin Hannover in Heidelberg
- 1962: 3:11 gegen TSV Victoria Linden in Hamburg
- 1972: 16:17 gegen TSV Victoria Linden in Heidelberg
- 1990: 4:31 gegen DSV 1878 Hannover in Heidelberg
- 2001: 16:28 und 13:8 gegen DRC Hannover
- 2006: 9:13 n. V. gegen RG Heidelberg in Heidelberg
- 2013 10:41 gegen Heidelberger Ruderklub in Frankfurt
- 2023 16:30 gegen SC Frankfurt 1880 in Frankfurt
- 2024 14:20 gegen SC Frankfurt 1880 in Heidelberg

DRV-Pokal
- 1964: 9:6 n. V. gewonnen gegen TSV Victoria Linden in Hannover
- 1975: 15:0 gewonnen gegen RG Heidelberg in Heidelberg
- 1988: 16:0 gewonnen gegen Berliner Rugby Club in Berlin
- 1991: 10:14 verloren gegen TSV Victoria Linden in Hannover
- 1992: 6:9 verloren gegen TSV Victoria Linden Heidelberg
- 1994: 24:15 gewonnen gegen TSV Victoria Linden in Hannover
- 1995: 6:26 verloren gegen RG Heidelberg
- 1998: 23:29 verloren gegen DSV 1878 Hannover
- 1999: 16:9 gewonnen gegen DSV 1878 Hannover
- 2001: 25:7 gewonnen gegen TSV Victoria Linden in Heidelberg
- 2002: 11:18 verloren gegen DRC Hannover in Hamburg
- 2016: 16:14 gewonnen gegen TSV Handschuhsheim in Heidelberg

Liga-Pokal
- 1984: 19:10 gewonnen gegen VfR Döhren in Heidelberg
- 1988: 12:7 gewonnen gegen SC Germania List in Hannover
- 1995: 8:10 verloren gegen DRC Hannover
- 2003: 47:9 gewonnen gegen Post-SV Berlin

Außerdem wurde der SC Neuenheim 1996 und 2022 deutscher Siebenerrugby-Meister. Die U19-Mannschaft wurde 1969, 1970, 1979 und 1987 deutscher Meister, die U17-Mannschaft 1985, die U13 2007 in Frankfurt/M. und die U11 2005 in Hamburg.